# Návarov (zámek)
Zámek Návarov stojí ve vsi Návarov, části obce Zlatá Olešnice v okrese Jablonec nad Nisou v Libereckém kraji. Svůj název dostal podle nedalekého hradu Návarov. Je chráněn jako kulturní památka České republiky.

## Historie
Hrad Návarov byl v roce 1644 na příkaz pražského místodržícího pobořen a jeho zdivo následně použito na výstavbu zámku. Ten nechala v letech 1664–1666 v duchu baroka vystavět Marie Angela Nounkelová. Již krátce po výstavbě však připomínal spíše úřednický dům. Součástí zámku bývala také kaple Nanebevstoupení Páně. V roce 1775 za barona Ehrenburka utrpěl zámek při vzpouře sedláků značné škody, byl však opraven, stejně jako po požáru v roce 1827. Další úpravou prošel v roce 1895 a v roce 1925 necitlivou přestavbou. Od 60. let 20. století sloužil jako rekreační středisko, v 90. letech byl přestavěn na penzion.
Na sever od zámku se nacházejí zbytky pivovaru..